# Muras-Sport Biszkek
Muras-Sport Biszkek (kirg. Футбол клубу «Мурас-Спорт» Бишкек) – kirgiski klub piłkarski, mający siedzibę w stolicy kraju, mieście Biszkek.

## Historia
Chronologia nazw:
- 2006: Muras-Sport Biszkek (ros. «Мурас-Спорт» Бишкек)
- 2007: klub rozformowano

Piłkarski klub Muras-Sport został założony w miejscowości Biszkek w roku 2006 jako farm klub Dordoj Biszkek. W 2006 zespół debiutował w rozgrywkach Wyższej Ligi Kirgistanu. W debiutowym sezonie zajął wysokie 4.miejsce. Przed rozpoczęciem następnego sezonu z powodów finansowych klub został rozformowany.

## Sukcesy

### Trofea międzynarodowe
Nie uczestniczył w rozgrywkach azjatyckich (stan na 31-12-2015).

### Trofea krajowe
| \| \| Zdobyte trofea w rozgrywkach Kirgistanu (stan na: 31-12-2015) \| |                                                               |      |          |
| Rozgrywki                                                              | Osiągnięcie                                                   | Razy | Sezon(y) |
| Mistrzostwo                                                            | I miejsce                                                     | 0    |          |
| Mistrzostwo                                                            | II miejsce                                                    | 0    |          |
| Mistrzostwo                                                            | III miejsce                                                   | 0    |          |
| Mistrzostwo                                                            | 4.miejsce                                                     | 1    | 2006     |
| Puchar                                                                 | zdobywca                                                      | 0    |          |
| Puchar                                                                 | finalista                                                     | 0    |          |
| Puchar                                                                 | 1/? finału                                                    | 1    | 2006     |
| II liga                                                                | I miejsce                                                     | ?    |          |
| II liga                                                                | II miejsce                                                    | ?    |          |
| II liga                                                                | III miejsce                                                   | ?    |          |
| Kirgistan                                                              | Zdobyte trofea w rozgrywkach Kirgistanu (stan na: 31-12-2015) |      |          |

## Stadion
Klub rozgrywał swoje mecze domowe na stadionie Spartak w Biszkeku, który może pomieścić 23000 widzów.